# Монорим
Монори́м (фр. monorime, від грец. mónos — один) — вірш з однією римою, що охоплює віршові рядки (маджама, марсія, шаїрі, рубаї, кита, газель, мухамас та інші).